# 伊達宗信 (宇和島伊達家)
伊達 宗信（だて むねのぶ、1971年〈昭和46年〉4月17日 - ）は、東京都目黒区出身の日本の実業家。宇和島伊達家第13代当主。
公益財団法人宇和島伊達文化保存会理事長、公益財団法人南豫奨学会理事長、和宗起業株式会社代表取締役。

## 経歴
1971年に宇和島伊達家第12代当主・伊達宗禮の子として、東京都目黒区で生まれる。
国士舘大学政経学部経済学科を卒業後は、1997年に丸井に入社。支店などでの勤務を経て、2006年からは本社勤務となった。
2010年に父・宗禮の逝去に伴い同社を退社。公益財団法人宇和島伊達文化保存会理事長。公益財団法人南豫奨学会理事長に就任。また、宇和島市内などの不動産を管理する、「和宗起業株式会社」の代表取締役に就任。当主に就いてからは毎月東京と宇和島を往復する生活を送っている。2016年7月2日に公開された映画「海すずめ」は自身のアイデアが活かされている。